# Rosalba mediofasciata
Rosalba mediofasciata là một loài bọ cánh cứng trong họ Cerambycidae.